# 陈家镛
陈家镛（1922年2月17日—2019年8月26日），男，四川金堂人，中国化学工程、湿法冶金专家，中国科学院院士。

## 生平
陈家镛于1943年毕业于中央大学化学工程系，此后留校任教。1947年前往美国留学，1951年获伊利诺伊大学化工系博士学位。同年赴麻省理工学院从事博士后研究。1952年又回到伊利诺伊大学进行研究。1954年起在杜邦化学公司薄膜部约克斯（Yerkes）研究所任研究工程师。
1956年在叶渚沛邀请下回国，此后长期在中国科学院化工冶金研究所从事研究工作。1958年出任湿法治金研究室主任。1978年任化工冶金研究所副所长。1980年当选中国科学院化学部学部委员（院士）。

## 社会兼职
曾任中国有色金属学会副理事长、中国金属学会理事、全国政协委员等职。